# Daniel Paquette
Daniel Paquette est un metteur en scène canadien. 

## Formations et influences
Durant ses études, il participe à un projet pilote de formation sous l'égide d'Alice Ronfard. Il participe à plusieurs spectacles avec le Théâtre de l'Utopie qui lui permettent d'apprivoiser les bases de la commedia dell'arte et de la comédie occidentale.

## La Société Richard III
Fondée en 1999, La Société produit ou soutient principalement des spectacles de répertoire. Elle offre également une première expérience à de jeunes comédiens de se produire sur une scène professionnelle. Elle a élu domicile à la salle Fred-Barry du Théâtre Denise-Pelletier de 2002 à 2013. Elle cesse ses activités artistiques en 2014.

## Metteur en scène
C'est à La Petite Licorne qu'il fait ses premières armes. Il commence à travailler à la salle Fred-Barry et plus tard dans la grande salle du Théâtre Denise-Pelletier. Il met en scène entre autres : Richard III, Roméo et Juliette,,, Les Troyennes, Les Liaisons dangereuses, La Cerisaie, Les Trois Sœurs, Ivanov, Méphisto, le roman d'une carrière,, L'Éveil du printemps, Le Malade imaginaire, Les Fourberies de Scapinet Le Cid,.

## Autres
En plus d'être formateur invité, il est appelé à donner des classes de maîtres, adapte des romans pour le théâtre, fait quelques apparitions sur scène et participe à diverses productions montréalaises.

## À noter
Il est de la même promotion à L'ÉNTC que Benoît McGinnis.